# 肯德基全家桶

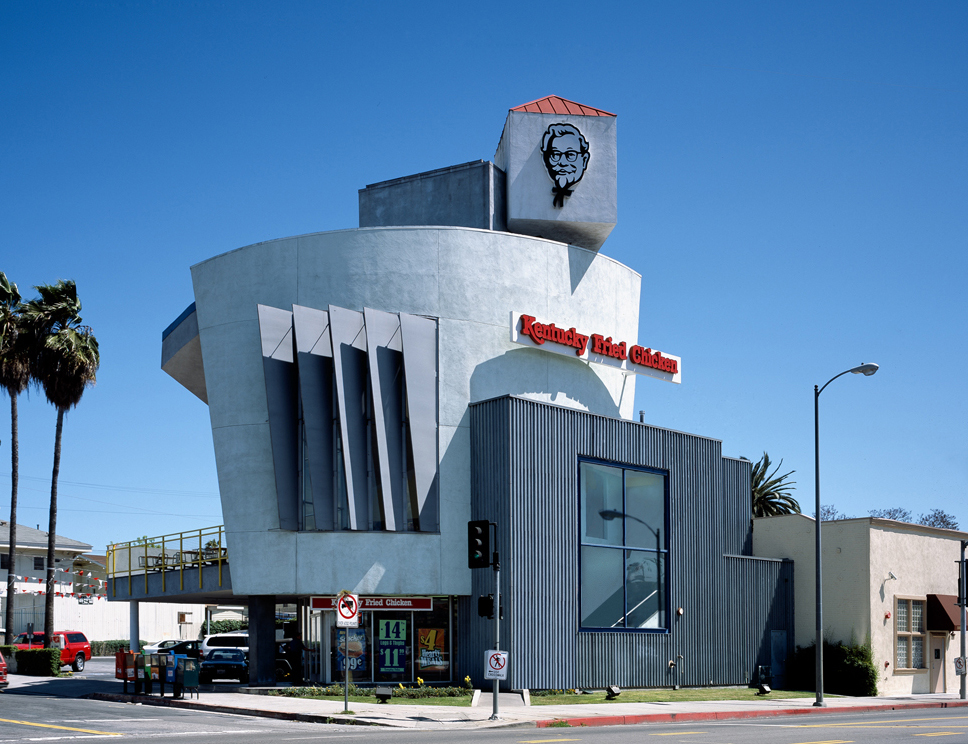
位于洛杉矶Western Avenue的肯德基店铺，外观即为标志性桶状。由美国建筑师Jeffrey Daniels设计。

肯德基全家桶 （Bucket Meal）是一种肯德基提供的套餐形式，形式为将热门选择的鸡块、汉堡等产品装进纸质桶提供。
全世界各地区该产品都会根据该地特色而进行调整，有时虽季节或特别活动还有衍生产品，然而以纸桶形式提供的餐点也成为肯德基的标志性产品之一。

## 概述

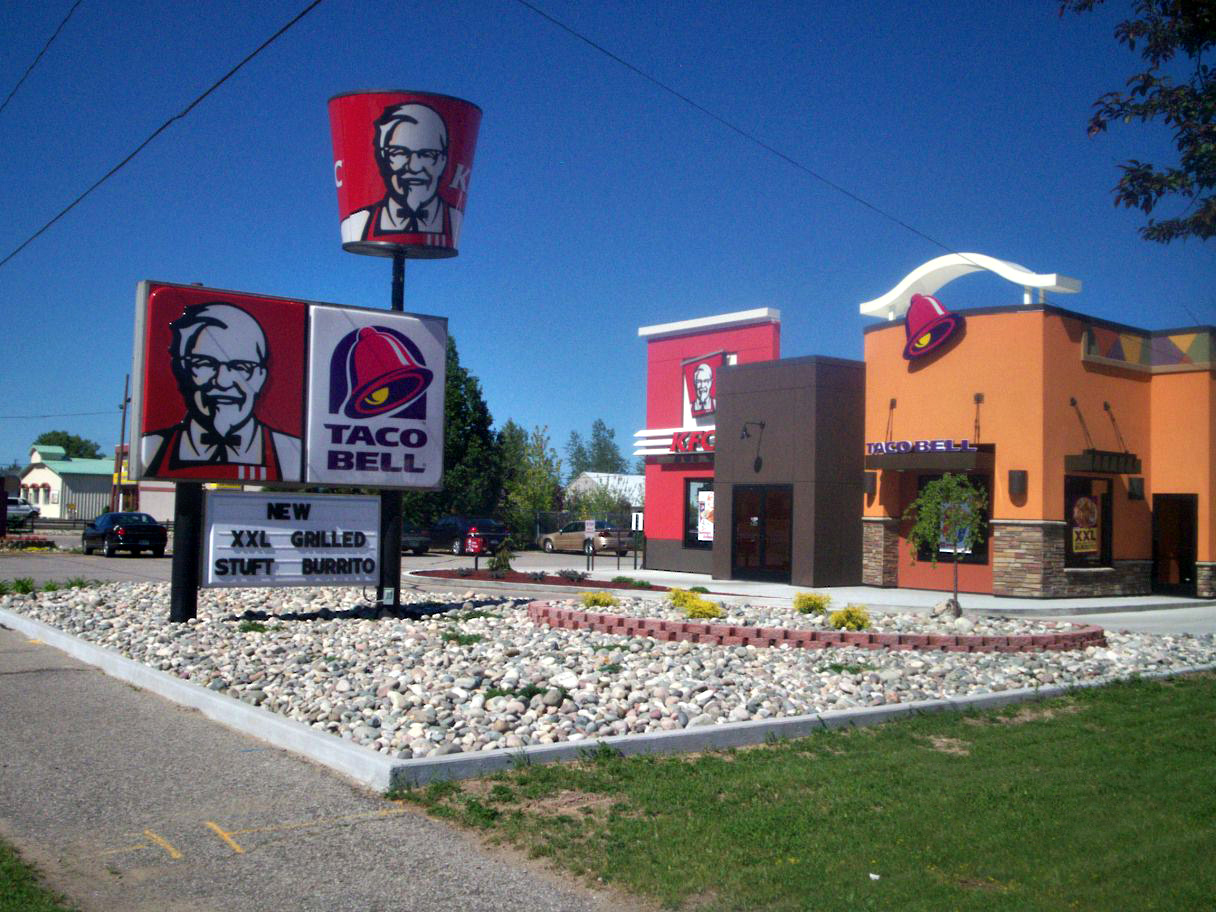
一间KFC-Taco餐厅，位于密歇根州Oscoda地区，店外招牌即为全家桶样式

在北美市场，肯德基以纸质桶提供的餐点最早可追溯到1957年，内容包括14块鸡块，5只圆面包以及一品脫肉汁（14 pieces of chicken， five bread rolls and a pint of gravy）。之后，以纸桶形式提供的餐点也成为这家公司的一项标志。市场宣传方面，1972年，北美市场宣传中，还出现过一条获奖Jingle：“Get a bucket of chicken, have a barrel of fun”（约可译作鸡块一桶，满装欢乐）。由巴瑞·曼尼洛制作。或多或少也可以说明桶装产品在其间的标志性地位。
现时，一些北美的肯德基门店也选择使用纸桶类型外观进行宣传。
类似产品在2000年左右登陆中国大陆市场，并且取名为全家桶，意为内容量可供全家分享食用。内容物虽随时间变化而略有不同，但基本都包括吮指原味鸡与香辣鸡翅等核心产品，且平均价格较单独购买为低，往往成为消费者大宗购买或外带选择。在台湾，官方将该类型产品譯為全家餐。而在香港，一般以桶餐直呼该类型产品。

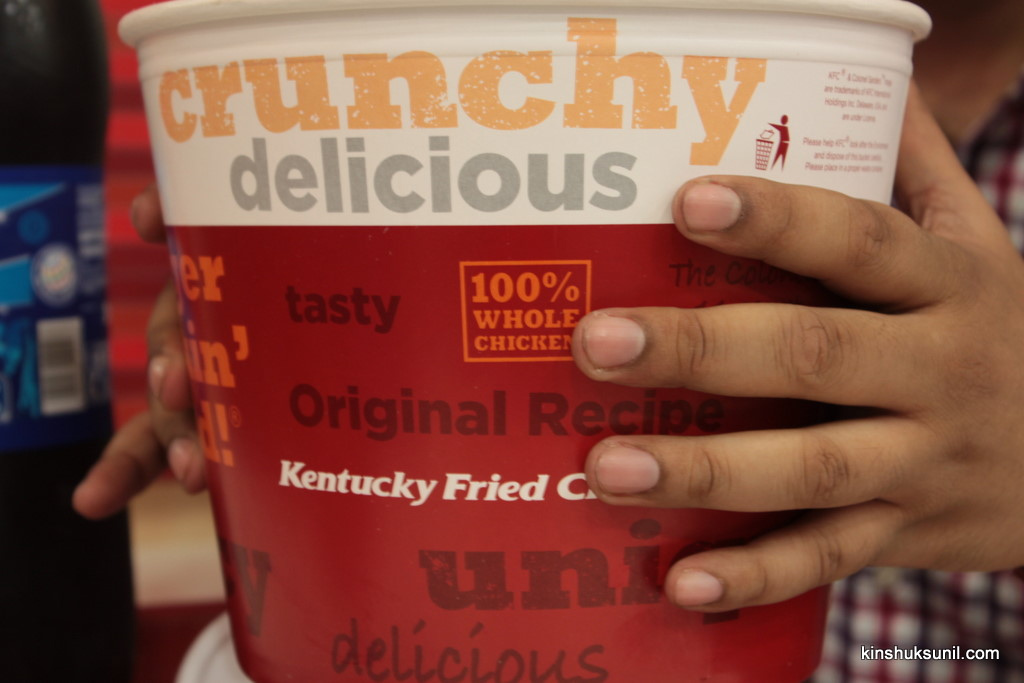
印度的全家桶产品，摄于2011年

## 产品

### 中国大陆
- 欢乐全家桶

又名外带全家桶，即为最常指称的产品。通常包含5块吮指原味鸡、6块香辣鸡翅、1份土豆泥、1根香甜玉米棒与1瓶百事可乐（1.25升，亦会以3中杯规格提供）。
- 半价桶

肯德基在2013年10月28日开始提供的产品。因为使用了半价字样而引起了极大关注，然而有消费者购买发现只是价格为欢乐全家桶约一半，物料也相应缩减，且饮料的量占比例较多。可能由于批评声音过多，该产品在原本预定的11月10日后，并未继续进行销售。

## 文化与影响
- 标志

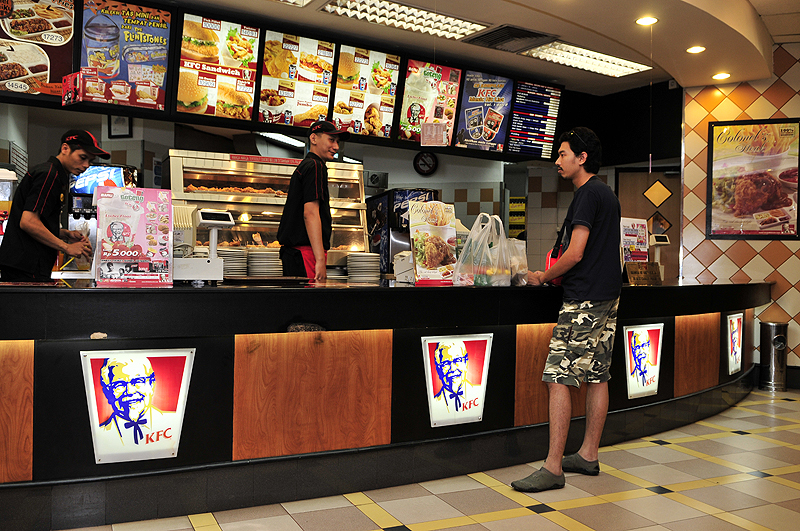
印尼万隆一家肯德基的柜台，装饰即为全家桶形象

因为纸桶餐的标志性，肯德基的宣传中也多有采用，从树立的广告，到店内的装潢；形式从立体的桶形，到抽象的二维梯形（带有肯德基标志）均有。
- 衍生产品

全家桶也出现在一些衍生产品的外观设计中，如Memories Bucket，可以作为照片打印用途。
- 其他

在中国大陆，词语“全家桶”也被用以戏谑性称呼一些捆绑安装的软件，盖因安装其中一款而会让电脑（或智能设备）莫名多出一堆软件。